# Rainham Mark Grammar School
Rainham Mark Grammar School (anteriormente conocida como Gillingham Technical High School) es la única escuela selectiva mixta de gramática en el área de Medway, Kent, Inglaterra. Tiene un estatus de academia, junto con Twydall Primary School y Riverside Primary School.

## Historia
En marzo de 2023, la directora ejecutiva Natasha Hurturdo anunció que Barker dejaría su puesto como directora de Rainham Mark Grammar School y que Emma Horstrup asumiría el cargo de directora interina hasta el nombramiento de un nuevo director. Agnes Hart fue nombrada nueva directora a partir del 31 de agosto de 2023.

## Formularios
La escuela cuenta con ocho secciones en las que se clasifican los alumnos de 7º a 11º curso: Aylward, Brontë, Faraday, Newton, Pankhurst, Rutherford, Scott y Lovelace. Lovelace es la forma permanente más reciente de la escuela, con la primera admisión de alumnos en 2017. A cada casa se le asigna un color diferente, que lucen como un destello sobre el bolsillo de su americana. Son Aylward: azul real, Brontë: morado, Faraday: verde, Newton: rojo, Pankhurst: naranja, Rutherford: amarillo, Scott: azul claro y Lovelace: fucsia.
En 2001, se introdujo temporalmente un séptimo curso solo para ese año de ingreso, llamado Pankhurst (en honor a la líder sufragista de los años 1900, Emmeline Pankhurst ). Esto se debió a un exceso masivo de inscripciones que provocó un aumento de admisiones ese año. Esto también ocurrió en 2006, 2013, 2014 y 2017.
Anteriormente, el sexto año se dividía en formularios AH, con un formulario adicional 'P' para prefectos, pero esto se cambió en 2018 y los nombres de los formularios se alinearon con el sistema de casas en el resto de la escuela, junto con el formulario adicional del año 13 para prefectos.

## Incendio escolar de 2012
En la madrugada del 24 de febrero de 2012 se produjo un incendio que destruyó uno de los laboratorios científicos y dañó con el humo varias otras salas. Se cree que el incendio fue causado por un cableado eléctrico defectuoso.